# 休暇旅行で
『休暇旅行で』（きゅうかりょこうで、ドイツ語: Auf Ferienreisen）作品133は、ヨーゼフ・シュトラウスが作曲したポルカ・シュネル。

## 解説
ウィーン大学病院の内科医ヨハン・フォン・オッポルツァー博士の呼びかけによって、1863年2月11日に「学生健康組合」を支援する学生舞踏会が催された。オッポルツァー博士がこの舞踏会を開いた目的は、休養が必要な仲間へのチャリティーであった。そのため、ヨーゼフ・シュトラウスは休養をテーマとしたこの『休暇旅行で』を作曲し、2月11日の舞踏会で初演したのであった。
トランペットによる陽気な序奏が特徴であるが、このトランペットは旅立ちの合図を示しているとされる。